# Oecetis iguazu
Oecetis iguazu är en nattsländeart som beskrevs av Oliver S. Flint Jr. 1983. Oecetis iguazu ingår i släktet Oecetis och familjen långhornssländor. Inga underarter finns listade i Catalogue of Life.